# Liste des biens culturels importants du Japon (époque de Kamakura : bâtiments)
Cette liste présente les éléments architecturaux du Japon datant de l'époque de Kamakura (1185-1333) désignés biens culturels importants (y compris les *trésors nationaux),.

## Structures

### Début de l'époque de Kamakura
91 désignations
| Structure | Date       | Municipalité | Préfecture | Commentaires                                              | Image | Coordonnées                   | Ref. |
| --- | ---------- | ------------ | ---------- | --------------------------------------------------------- | ----- | ----------------------------- | ---- |
| Kumano-jinja Nagatoko (熊野神社長床) Kumano Jinja Nagatoko                                                                    | 1185-1274  | Kitakata     | Fukushima  |                                                           |       | 37° 37′ 08″ N, 139° 49′ 50″ E |      |
| Ancienne maison du trésor de Jūrin-in (旧十輪院宝蔵) Kyū-Jūrin'in hōzō                                                        | 1185-1274  | Taitō        | Tokyo      | déménagé de Nara au musée national de Tokyo               |       | 35° 43′ 08″ N, 139° 46′ 29″ E |      |
| Gorintō (五輪塔) Gorintō | 1244       | Zushi        | Kanagawa   | propriété du Tōshō-ji (東昌寺)                            |       | 35° 18′ 18″ N, 139° 35′ 35″ E |      |
| Pagode à trois niveaux de *Myōtsū-ji (明通寺三重塔) Myōtsūji sanjūnotō                                                        | 1270       | Obama        | Fukui      |                                                           |       | 35° 27′ 12″ N, 135° 48′ 15″ E |      |
| Hon-dō de *Myōtsū-ji (明通寺三重塔) Myōtsūji hondō                                                                            | 1258       | Obama        | Fukui      |                                                           |       | 35° 27′ 13″ N, 135° 48′ 16″ E |      |
| Sanctuaire miniature à l'intérieur de Shakuson-ji Kannondō (釈尊寺観音堂宮殿) Shakusonji Kannondō kūden                       | 1258       | Komoro       | Nagano     |                                                           |       | 36° 19′ 49″ N, 138° 23′ 09″ E |      |
| Chūzen-ji Yakushidō (中禅寺薬師堂) Chūzenji Yakushidō                                                                         | 1185-1274  | Ueda         | Nagano     |                                                           |       | 36° 20′ 10″ N, 138° 11′ 08″ E |      |
| Sanctuaire miniature à l'intérieur du hondō de Kanpuku-ji (観福寺本堂内宮殿) Kanpukuji hondō nai kūden                        | 1248       | Tōkai        | Aichi      |                                                           |       | 35° 00′ 46″ N, 136° 53′ 53″ E |      |
| Pagode en pierre à cinq niveaux (五重塔) gojūnotō                                                                             | 1246       | Ōmihachiman  | Shiga      |                                                           |       | 35° 05′ 53″ N, 136° 04′ 29″ E |      |
| Pagode en pierre de neuf niveaux de Matsuō-ji (松尾寺九重塔) Matsuōji kyūjūnotō                                               | 1270       | Maibara      | Shiga      |                                                           |       | 35° 18′ 23″ N, 136° 20′ 10″ E |      |
| Hondō de *Saimyō-ji (Kora) (西明寺本堂) Saimyōji hondō                                                                        | 1185-1274  | Kōra         | Shiga      |                                                           |       | 35° 11′ 00″ N, 136° 17′ 07″ E |      |
| Tahōtō de *Ishiyama-dera (石山寺多宝塔) Ishiyamadera tahōtō                                                                   | 1194       | Ōtsu         | Shiga      |                                                           |       | 34° 57′ 39″ N, 135° 54′ 21″ E |      |
| Tahōtō de pierre (多宝塔) tahōtō                                                                                              | 1241       | Konan        | Shiga      |                                                           |       | 35° 01′ 39″ N, 136° 03′ 23″ E |      |
| Rōmon de Ōno Jin-ja (大野神社楼門) Ōno Jinja rōmon                                                                            | 1185-1274  | Rittō        | Shiga      |                                                           |       | 34° 59′ 24″ N, 136° 01′ 22″ E |      |
| Tour au trésor de Chōan-ji (長安寺宝塔) Chōanji hōtō                                                                          | 1185-1274  | Ōtsu         | Shiga      |                                                           |       | 35° 00′ 17″ N, 135° 51′ 35″ E |      |
| Hondō de *Chōju-ji (Konan) (長寿寺本堂) Chōjuji hondō                                                                         | 1185-1274  | Konan        | Shiga      |                                                           |       | 34° 59′ 07″ N, 136° 03′ 36″ E |      |
| Pagode en pierre de neuf étages d'Enkō-ji (Yasu) (圓光寺九重塔) Enkōji kyūjūnotō                                              | 1256-1257  | Yasu         | Shiga      |                                                           |       | 35° 04′ 24″ N, 136° 01′ 33″ E |      |
| Hondō d'Enkō-ji (Yasu) (圓光寺本堂) Enkōji hondō                                                                              | 1257       | Yasu         | Shiga      |                                                           |       | 35° 04′ 25″ N, 136° 01′ 33″ E |      |
| Hōkyōintō de Iin-ji (為因寺宝篋印塔) Iinji hōkyōintō                                                                          | 1265       | Kyoto        | Kyoto      |                                                           |       | 35° 02′ 50″ N, 135° 40′ 53″ E |      |
| Haiden d'*Ujigami-jinja (宇治上神社拝殿) Ujigami Jinja haiden                                                                 | 1185-1274  | Uji          | Kyoto      |                                                           |       | 34° 53′ 31″ N, 135° 48′ 41″ E |      |
| Pagode à cinq étages de *Kaijūsen-ji (海住山寺五重塔) Kaijūsenji gojūnotō                                                     | 1214       | Kizugawa     | Kyoto      |                                                           |       | 34° 46′ 36″ N, 135° 51′ 43″ E |      |
| Monjudō de Kaijūsen-ji (海住山寺文殊堂) Kaijūsenji Monjudō                                                                    | 1185-1274  | Kizugawa     | Kyoto      |                                                           |       | 34° 46′ 37″ N, 135° 51′ 43″ E |      |
| Keigamon de Tō-ji (教王護国寺慶賀門) Kyōōgokokuji Keigamon                                                                    | 1185-1274  | Kyoto        | Kyoto      |                                                           |       | 34° 58′ 55″ N, 135° 44′ 57″ E |      |
| Pagode miniature à cinq niveaux de Tō-ji (教王護国寺五重小塔) Kyōōgokokuji gojūnotō                                           | 1240       | Kyoto        | Kyoto      | découvert lors de travaux de réparation en 1955           |       | 34° 58′ 52″ N, 135° 44′ 48″ E |      |
| Sōmon nord de Tō-ji (教王護国寺北総門) Kyōōgokokuji kita sōmon                                                                | 1185-1274  | Kyoto        | Kyoto      |                                                           |       | 34° 59′ 03″ N, 135° 44′ 52″ E |      |
| Rengemon de *Tō-ji (教王護国寺蓮花門) Kyōōgokokuji rengemon                                                                   | 1185-1274  | Kyoto        | Kyoto      |                                                           |       | 34° 58′ 50″ N, 135° 44′ 47″ E |      |
| Porte Kanjōin est de Tō-ji (教王護国寺灌頂院 (東門)) Kyōōgokokuji kanjōin higashi mon                                         | 1185-1274  | Kyoto        | Kyoto      |                                                           |       | 34° 58′ 47″ N, 135° 44′ 49″ E |      |
| Porte Kanjōin nord de Tō-ji (教王護国寺灌頂院 (北門)) Kyōōgokokuji kanjōin kita mon                                           | 1185-1274  | Kyoto        | Kyoto      |                                                           |       | 34° 58′ 48″ N, 135° 44′ 48″ E |      |
| Niōmon de *Kōmyō-ji (Ayabe) (光明寺二王門) Kōmyōji niōmon                                                                     | 1248       | Ayabe        | Kyoto      |                                                           |       | 35° 23′ 15″ N, 135° 26′ 32″ E |      |
| Hondō Keikyū'in de *Kōryū-ji (広隆寺桂宮院本堂) Kōryūji Keikyū'in hondō                                                       | 1251       | Kyoto        | Kyoto      |                                                           |       | 35° 00′ 54″ N, 135° 42′ 19″ E |      |
| Sekisui'in de *Kōzan-ji (高山寺石水院 (五所堂)) Kōzanji Sekisui'in goshodō                                                    | 1185-1274  | Kyoto        | Kyoto      |                                                           |       | 35° 03′ 36″ N, 135° 40′ 43″ E |      |
| Bâtiment des fondateurs de Sennyū-ji (泉涌寺開山堂) Sennyūji kaisandō                                                         | 1185-1274  | Kyoto        | Kyoto      |                                                           |       | 34° 58′ 38″ N, 135° 46′ 59″ E |      |
| Hondō de Daihōon-ji (大報恩寺本堂 (千本釈迦堂)) Daihōonji hondō ("Senbon Shakadō")                                            | 1227       | Kyoto        | Kyoto      |                                                           |       | 35° 01′ 55″ N, 135° 44′ 23″ E |      |
| Rokuharamon de Tōfuku-ji (東福寺六波羅門) Tōfukuji rokuharamon                                                                | 1185-1274  | Kyoto        | Kyoto      |                                                           |       | 34° 58′ 31″ N, 135° 46′ 24″ E |      |
| Kannondō de Byōdō-in (平等院観音堂) Byōdōin Kannondō                                                                          | 1185-1274  | Uji          | Kyoto      |                                                           |       | 34° 53′ 25″ N, 135° 48′ 28″ E |      |
| Amidadō de *Hōkai-ji (法界寺阿弥陀堂) Hōkaiji Amidadō                                                                         | 1185-1274  | Kyoto        | Kyoto      |                                                           |       | 34° 56′ 03″ N, 135° 48′ 54″ E |      |
| Pagode en pierre à trois niveaux de Raigo'in (来迎院三重塔) Raigo'in sanjūnotō                                                | 1185-1274  | Kyoto        | Kyoto      |                                                           |       | 35° 07′ 10″ N, 135° 50′ 17″ E |      |
| *Sanjūsangen-dō (蓮華王院本堂 (三十三間堂)) Rengeō'in hondō (Sanjūsangendō)                                                   | 1112       | Kyoto        | Kyoto      |                                                           |       | 34° 59′ 16″ N, 135° 46′ 18″ E |      |
| Kondō de Jigen'in (慈眼院金堂) Jigen'in kondō                                                                                 | 1275-1332  | Izumisano    | Osaka      |                                                           |       | 34° 22′ 27″ N, 135° 20′ 37″ E |      |
| Tahōtō de *Jigen'in (慈眼院多宝塔) Jigen'in tahōtō                                                                            | 1271       | Izumisano    | Osaka      |                                                           |       | 34° 22′ 26″ N, 135° 20′ 38″ E |      |
| Izuanashi Jinja Sessha Sumiyoshi Jinja Honden (泉穴師神社摂社住吉神社本殿) Izuanashi Jinja sessha Sumiyoshi Jinja honden      | 1273       | Izumiōtsu    | Osaka      |                                                           |       | 34° 29′ 48″ N, 135° 25′ 11″ E |      |
| Amidadō de *Jōdo-ji (浄土寺浄土堂(阿弥陀堂)) Jōdoji Jōdodō (Amidadō)                                                          | 1192       | Ono          | Hyōgo      |                                                           |       | 34° 51′ 51″ N, 134° 57′ 40″ E |      |
| Amidadō de Nyōi-ji (如意寺阿弥陀堂) Nyōiji Amidadō                                                                            | 1185-1274  | Kobe         | Hyōgo      |                                                           |       | 34° 41′ 58″ N, 135° 01′ 09″ E |      |
| Pagode à trois étages de *Kōfuku-ji (興福寺三重塔) Kōfukuji sanjūnotō                                                         | 1185-1274  | Nara         | Nara       |                                                           |       | 34° 40′ 56″ N, 135° 49′ 47″ E |      |
| Hokuendō de *Kōfuku-ji (興福寺三重塔) Kōfukuji hokuendō                                                                       | 1210       | Nara         | Nara       |                                                           |       | 34° 41′ 00″ N, 135° 49′ 47″ E |      |
| Salle zen Gokurakubō de *Gangō-ji (元興寺極楽坊禅室) Gangōji gokurakubō zenshitsu                                             | 1185-1274  | Nara         | Nara       |                                                           |       | 34° 40′ 40″ N, 135° 49′ 52″ E |      |
| Hondō Gokurakubō de *Gangō-ji (元興寺極楽坊本堂) Gangōji gokurakubō hondō                                                     | 1244       | Nara         | Nara       |                                                           |       | 34° 40′ 39″ N, 135° 49′ 53″ E |      |
| Mirokudō de Murō-ji (室生寺弥勒堂) Murōji Mirokudō                                                                            | 1185-1274  | Uda          | Nara       |                                                           |       | 34° 32′ 15″ N, 136° 02′ 27″ E |      |
| Shikyakumon (Kangaku'in Omotemon) de Sōgen-ji (Ikaruga) (宗源寺四脚門(勧学院表門)) Sōgen-ji shikyakumon (Kangaku'in omotemon) | 1237       | Ikaruga      | Nara       |                                                           |       | 34° 36′ 51″ N, 135° 44′ 14″ E |      |
| Hondō d'*Akishino-dera (秋篠寺本堂) Akishino-dera hondō                                                                       | 1185-1274  | Nara         | Nara       |                                                           |       | 34° 42′ 13″ N, 135° 44′ 14″ E |      |
| Bouddha en pierre de Jūrin'in (十輪院石仏龕) Jūrin'in sekibutsu gan                                                           | 1185-1274  | Nara         | Nara       |                                                           |       | 34° 40′ 35″ N, 135° 50′ 00″ E |      |
| Porte sud de Jūrin'in (十輪院南門) Jūrin'in nanmon                                                                            | 1185-1274  | Nara         | Nara       |                                                           |       | 34° 40′ 34″ N, 135° 50′ 00″ E |      |
| Hondō de *Jūrin'in (十輪院本堂) Jūrin'in hondō                                                                                | 1185-1274  | Nara         | Nara       |                                                           |       | 34° 40′ 35″ N, 135° 50′ 00″ E |      |
| Shōrō de Shin-Yakushi-ji (新薬師寺鐘楼) Shinyakushiji shōrō                                                                   | 1185-1274  | Nara         | Nara       |                                                           |       | 34° 40′ 32″ N, 135° 50′ 47″ E |      |
| Jizōdō de Shin-Yakushi-ji (新薬師寺地蔵堂) Shinyakushiji Jizōdō                                                               | 1266       | Nara         | Nara       |                                                           |       | 34° 40′ 32″ N, 135° 50′ 46″ E |      |
| Porte est de Shin-Yakushi-ji (新薬師寺東門) Shinyakushiji higashi mon                                                         | 1185-1274  | Nara         | Nara       |                                                           |       | 34° 40′ 33″ N, 135° 50′ 47″ E |      |
| Haiden de *Isonokami-jingū (石上神宮拝殿) Isonokami Jingū haiden                                                              | 1185-1274  | Tenri        | Nara       |                                                           |       | 34° 35′ 52″ N, 135° 51′ 07″ E |      |
| Korō de *Tōshōdai-ji (唐招提寺鼓楼) Tōshōdaiji korō                                                                           | 1240       | Nara         | Nara       |                                                           |       | 34° 40′ 33″ N, 135° 47′ 06″ E |      |
| Raidō de Tōshōdai-ji (唐招提寺礼堂) Tōshōdaiji raidō                                                                          | 1202       | Nara         | Nara       |                                                           |       | 34° 40′ 33″ N, 135° 47′ 07″ E |      |
| Bâtiment des fondateurs de *Tōdai-ji (東大寺開山堂) Tōdaiji kaisandō                                                          | 1200, 1250 | Nara         | Nara       |                                                           |       | 34° 41′ 20″ N, 135° 50′ 36″ E |      |
| Gorintō de Tōdai-ji (東大寺開山堂) Tōdaiji gorintō                                                                            | 1185-1274  | Nara         | Nara       |                                                           |       | 34° 41′ 15″ N, 135° 50′ 17″ E |      |
| Shōrō de *Tōdai-ji (東大寺鐘楼) Tōdaiji shōrō                                                                                 | 1207-1210  | Nara         | Nara       |                                                           |       | 34° 41′ 19″ N, 135° 50′ 31″ E |      |
| Nandaimon de *Tōdai-ji 東大寺南大門 () Tōdaiji nandaimon                                                                      | 1199       | Nara         | Nara       |                                                           |       | 34° 41′ 09″ N, 135° 50′ 24″ E |      |
| Nigatsu-dō Busshōya de Tōdai-ji (東大寺二月堂仏餉屋(御供所)) Tōdaiji Nigatsudō Busshōya (gokūsho)                             | 1185-1274  | Nara         | Nara       | pour la préparation des offrandes rituelles de nourriture |       | 34° 41′ 21″ N, 135° 50′ 37″ E |      |
| Nenbutsudō de Tōdai-ji (東大寺念仏堂) Tōdaiji nenbutsudō                                                                      | 1237       | Nara         | Nara       |                                                           |       | 34° 41′ 19″ N, 135° 50′ 33″ E |      |
| Porte nord Hokkedō du Tōdai-ji (東大寺法華堂北門) Tōdaiji hokkedō kitamon                                                     | 1240       | Nara         | Nara       |                                                           |       | 34° 41′ 21″ N, 135° 50′ 39″ E |      |
| Pagode de pierre à treize niveaux de Hannya-ji (般若寺十三重塔) Hannyaji jūsanjūnotō                                          | 1253       | Nara         | Nara       |                                                           |       | 34° 41′ 59″ N, 135° 50′ 10″ E |      |
| Rōmon de Hannya-ji (般若寺楼門) Hannyaji rōmon                                                                                | 1264-1274  | Nara         | Nara       |                                                           |       | 34° 41′ 59″ N, 135° 50′ 08″ E |      |
| Hondō de Fukuchi'in (福智院本堂) Fukuchi'in hondō                                                                             | 1203       | Nara         | Nara       |                                                           |       | 34° 40′ 37″ N, 135° 50′ 04″ E |      |
| Hōkyōintō (宝篋印塔) hōkyōintō                                                                                                | 1259       | Ikaruga      | Nara       |                                                           |       | 34° 40′ 07″ N, 135° 42′ 12″ E |      |
| Sangyōin et Nishimuro de *Hōryū-ji (法隆寺三経院及び西室) Hōryūji sangyōin oyobi nishimuro                                    | 1231       | Ikaruga      | Nara       |                                                           |       | 34° 36′ 51″ N, 135° 44′ 00″ E |      |
| Réfectoire et Hosodono de Hōryū-ji (法隆寺食堂及び細殿) Hōryūji jikidō oyobi hosodono                                         | 1268       | Ikaruga      | Nara       | (voir aussi époque de Nara BCI)                           |       | 34° 36′ 53″ N, 135° 44′ 08″ E |      |
| Saiendō de *Hōryū-ji (法隆寺西円堂) Hōryūji saiendō                                                                           | 1250       | Ikaruga      | Nara       |                                                           |       | 34° 36′ 53″ N, 135° 43′ 59″ E |      |
| Kairō Tōin est de Hōryū-ji (法隆寺東院廻廊 東廻廊) Hōryūji tōin higashi kairō                                                 | 1237       | Ikaruga      | Nara       |                                                           |       | 34° 36′ 52″ N, 135° 44′ 21″ E |      |
| Kairō Tōin ouest de Hōryū-ji (法隆寺東院廻廊 西廻廊) Hōryūji tōin nishi kairō                                                 | 1237       | Ikaruga      | Nara       |                                                           |       | 34° 36′ 52″ N, 135° 44′ 19″ E |      |
| Shikyakumon Tōin de Hōryū-ji (法隆寺東院四脚門) Hōryūji tōin shikyakumon                                                      | 1185-1274  | Ikaruga      | Nara       |                                                           |       | 34° 36′ 51″ N, 135° 44′ 19″ E |      |
| Shariden Tōin et Eden de Hōryū-ji (法隆寺東院舎利殿及び絵殿) Hōryūji tōin shariden oyobi eden                                 | 1219       | Ikaruga      | Nara       |                                                           |       | 34° 36′ 52″ N, 135° 44′ 20″ E |      |
| Shōrō Tōin de *Hōryū-ji (法隆寺東院鐘楼) Hōryūji tōin shōrō                                                                   | 1185-1274  | Ikaruga      | Nara       |                                                           |       | 34° 36′ 53″ N, 135° 44′ 19″ E |      |
| Raidō Tōin de Hōryū-ji (法隆寺東院礼堂) Hōryūji tōin raidō                                                                    | 1231       | Ikaruga      | Nara       |                                                           |       | 34° 36′ 51″ N, 135° 44′ 20″ E |      |
| Kasugadō d'*Enjō-ji (圓成寺 春日堂) Enjōji Kasugadō                                                                           | 1227-8     | Nara         | Nara       | photo du côté gauche                                      |       | 34° 41′ 45″ N, 135° 54′ 56″ E |      |
| Hakusandō d'*Enjō-ji (圓成寺 白山堂) Enjōji Hakusandō                                                                         | 1227-8     | Nara         | Nara       | photo du côté droit                                       |       | 34° 41′ 45″ N, 135° 54′ 56″ E |      |
| Kondō de Taima-dera (當麻寺金堂) Taimadera kondō                                                                              | avant 1268 | Katsuragi    | Nara       |                                                           |       | 34° 30′ 57″ N, 135° 41′ 42″ E |      |
| Dépôt de sūtras de Kongōsanmai-in (金剛三昧院経蔵) Kongōsanmaiin kyōzō                                                        | 1222-3     | Kōya         | Wakayama   |                                                           |       | 34° 12′ 35″ N, 135° 35′ 13″ E |      |
| Tahōtō de Kongōsanmai-in (金剛三昧院多宝塔) Kongōsanmaiin tahōtō                                                              | 1223       | Kōya         | Wakayama   |                                                           |       | 34° 12′ 35″ N, 135° 35′ 14″ E |      |
| Fudōdō de *Kongōbu-ji (金剛峯寺不動堂) Kongōbuji Fudōdō                                                                       | 1275-1332  | Kōya         | Wakayama   |                                                           |       | 34° 12′ 47″ N, 135° 34′ 50″ E |      |
| Hōtō de Goryūsonryū-in (五流尊滝院宝塔) Goryūsonryū-in hōtō                                                                   | 1240       | Kurashiki    | Okayama    |                                                           |       | 34° 32′ 24″ N, 133° 49′ 13″ E |      |
| Hōtō de *Itsukushima-jinja (五流尊滝院宝塔) Goryūsonryū-in hōtō                                                               | 1241       | Hatsukaichi  | Hiroshima  | désignations multiples                                    |       | 34° 17′ 45″ N, 132° 19′ 12″ E |      |
| Honden de *Kandani Jinja (神谷神社本殿) Kandani Jinja honden                                                                  | 1219       | Sakaide      | Kagawa     |                                                           |       | 34° 19′ 29″ N, 133° 55′ 00″ E |      |
| Hondō de *Taihō-ji (Matsuyama) (大宝寺本堂) Taihōji hondō                                                                     | 1185-1274  | Matsuyama    | Ehime      |                                                           |       | 33° 50′ 30″ N, 132° 44′ 32″ E |      |
| Pagode en pierre de treize niveaux (十三重塔) jūsanjūnotō                                                                     | 1230       | Yatsushiro   | Kumamoto   |                                                           |       | 32° 29′ 21″ N, 130° 35′ 58″ E |      |
| Amidadō de Myōdō-ji (明導寺阿弥陀堂) Myōdōji Amidadō                                                                          | 1229       | Yunomae      | Kumamoto   |                                                           |       | 32° 15′ 09″ N, 130° 58′ 27″ E |      |
| Pagode en pierre à neuf niveaux de Myōdō-ji (明導寺九重石塔) Myōdōji kyūjūsekitō                                              | 1230       | Yunomae      | Kumamoto   |                                                           |       | 32° 15′ 10″ N, 130° 58′ 28″ E |      |
| Pagode en pierre de sept niveaux de Myōdō-ji (明導寺七重石塔) Myōdōji shichijūsekitō                                          | 1230       | Yunomae      | Kumamoto   |                                                           |       | 32° 15′ 10″ N, 130° 58′ 28″ E |      |
| Pagode en pierre de neuf niveaux (九重塔) kyūjūnotō                                                                           | 1267       | Usuki        | Ōita       |                                                           |       | 33° 01′ 48″ N, 131° 43′ 00″ E |      |

### Fin de l'époque de Kamakura
196 désignations
| Structure | Date      | Municipalité     | Préfecture | Commentaires | Image | Coordonnées                   | Ref. |
| --- | --------- | ---------------- | ---------- | ------------ | ----- | ----------------------------- | ---- |
| Kannondō d'Eryū-ji (恵隆寺観音堂) Eryūji Kannondō                                                                        | 1275-1332 | Aizubange        | Fukushima  |              |       | 37° 34′ 29″ N, 139° 47′ 58″ E |      |
| Ancien sanctuaire miniature Kannondō de Kōan-ji (弘安寺旧観音堂厨子) Kōanji kyū-Kannondō zushi                           | 1275-1332 | Aizumisato       | Fukushima  |              |       | 37° 30′ 08″ N, 139° 49′ 22″ E |      |
| Hondō du sanctuaire miniature et autel de Hōyō-ji (法用寺本堂内厨子及び仏壇) Hōyōji hondō nai zushi oyobi butsudan       | 1314      | Aizumisato       | Fukushima  |              |       | 37° 29′ 18″ N, 139° 48′ 51″ E |      |
| Sōrintō de Sairen-ji (西蓮寺相輪塔) Sairenji sōrintō                                                                     | 1287      | Namegata         | Ibaraki    |              |       | 36° 04′ 18″ N, 140° 26′ 18″ E |      |
| Shōrō de Banna-ji (鑁阿寺鐘楼) Bannaji shōrō                                                                             | 1275-1332 | Ashikaga         | Tochigi    |              |       | 36° 20′ 13″ N, 139° 27′ 09″ E |      |
| Hondō de Banna-ji (鑁阿寺本堂) Bannaji hondō                                                                             | 1299      | Ashikaga         | Tochigi    |              |       | 36° 20′ 15″ N, 139° 27′ 08″ E |      |
| Tour du trésor de Chōraku-ji(Ōta) (長楽寺宝塔) Chōrakuji hōtō                                                            | 1276      | Ōta              | Gunma      |              |       | 36° 15′ 46″ N, 139° 16′ 30″ E |      |
| Hōkyōintō de Kōfuku-ji (Higashimatsuyama) (光福寺宝篋印塔) Kōfukuji hōkyōintō                                            | 1323      | Higashimatsuyama | Saitama    |              |       | 36° 05′ 21″ N, 139° 24′ 20″ E |      |
| Amidadō de Fukutoku-ji (福徳寺阿弥陀堂) Fukutokuji Amidadō                                                               | 1275-1332 | Hannō            | Saitama    |              |       | 35° 53′ 52″ N, 139° 15′ 38″ E |      |
| Hōkyōintō de An'yō-in (Kamakura) (安養院宝篋印塔) An'yōin Hōkyōintō                                                      | 1308      | Kamakura         | Kanagawa   |              |       | 35° 18′ 52″ N, 139° 33′ 19″ E |      |
| Honden du Egara Tenjin-sha (荏柄天神社本殿) Egara Tenjinsha honden                                                       | 1316      | Kamakura         | Kanagawa   |              |       | 35° 19′ 33″ N, 139° 33′ 52″ E |      |
| Kaisantō de Kakuon-ji (覚園寺開山塔) Kakuonji kaisantō                                                                   | 1332      | Kamakura         | Kanagawa   |              |       | 35° 20′ 00″ N, 139° 33′ 49″ E |      |
| Daitōtō de Kakuon-ji (覚園寺大燈塔) Kakuonji daitōtō                                                                     | 1332      | Kamakura         | Kanagawa   |              |       | 35° 20′ 00″ N, 139° 33′ 49″ E |      |
| Gorintō de Gokuraku-ji (極楽寺五輪塔) Gokurakuji gorintō                                                                 | 1310      | Kamakura         | Kanagawa   |              |       | 35° 18′ 39″ N, 139° 31′ 33″ E |      |
| Ninshōtō de Gokuraku-ji Ninshōtō (極楽寺忍性塔) Gokurakuji ninshōtō                                                      | 1275-1332 | Kamakura         | Kanagawa   |              |       | 35° 18′ 37″ N, 139° 31′ 33″ E |      |
| Tour du maître zen Daikaku à Kenchō-ji (建長寺大覚禅師塔) Kenchōji Daikaku zenji tō                                      | 1275-1332 | Kamakura         | Kanagawa   |              |       | 35° 19′ 51″ N, 139° 33′ 19″ E |      |
| Gorintō (五輪塔) gorintō                                                                                                 | 1295      | Hakone           | Kanagawa   |              |       | 35° 13′ 00″ N, 139° 02′ 19″ E |      |
| Gorintō (五輪塔) gorintō                                                                                                 | 1275-1332 | Hakone           | Kanagawa   |              |       | 35° 13′ 00″ N, 139° 02′ 19″ E |      |
| Gorintō (五輪塔) gorintō                                                                                                 | 1275-1332 | Hakone           | Kanagawa   |              |       | 35° 13′ 00″ N, 139° 02′ 19″ E |      |
| Gorintō de Jōkōmyō-ji (浄光明寺五輪塔) Jōkōmyōji gorintō                                                                 | 1306      | Kamakura         | Kanagawa   |              |       | 35° 19′ 40″ N, 139° 33′ 08″ E |      |
| Hōkyōintō (五輪塔) hōkyōintō                                                                                             | 1296      | Hakone           | Kanagawa   |              |       | 35° 12′ 55″ N, 139° 02′ 10″ E |      |
| Niōmon de Jingū-ji (Obama) (神宮寺仁王門) Jingūji niōmon                                                                 | 1275-1332 | Obama            | Fukui      |              |       | 35° 27′ 36″ N, 135° 47′ 00″ E |      |
| Pagode en pierre de neuf niveaux d'Ōtani-ji (大谷寺九重塔) Ōtaniji kujūnotō                                              | 1323      | Echizen          | Fukui      |              |       | 36° 00′ 23″ N, 136° 05′ 24″ E |      |
| Kosuge Kannondō (観音堂) kannondō                                                                                        | 1275-1332 | Kosuge           | Yamanashi  |              |       | 35° 43′ 26″ N, 138° 59′ 17″ E |      |
| Hondō de *Daizen-ji (大善寺本堂) Daizenji hondō                                                                          | 1286      | Kōshū            | Yamanashi  |              |       | 35° 39′ 26″ N, 138° 44′ 35″ E |      |
| Pagode octogonale à trois niveaux de *Anraku-ji (Ueda) (安楽寺八角三重塔) Anrakuji hakkaku sanjūnotō                     | 1275-1332 | Ueda             | Nagano     |              |       | 36° 21′ 09″ N, 138° 09′ 08″ E |      |
| Tahōtō en pierre de Jōraku-ji (Ueda) (常楽寺多宝塔) Jōrakuji tahōtō                                                      | 1275-1332 | Ueda             | Nagano     |              |       | 36° 21′ 13″ N, 138° 09′ 15″ E |      |
| Chambre de pierre de Bunei-ji (文永寺 石室) Buneiji sekishitsu                                                           | 1283      | Iida             | Nagano     |              |       | 35° 28′ 15″ N, 137° 50′ 40″ E |      |
| Gorintō de Bunei-ji 文永寺 五輪塔 () Buneiji gorintō                                                                     | 1283      | Iida             | Nagano     |              |       | 35° 28′ 15″ N, 137° 50′ 40″ E |      |
| Hōkyōintō 宝篋印塔 () hōkyōintō                                                                                          | 1317      | Azumino          | Nagano     |              |       | 35° 18′ 33″ N, 139° 31′ 36″ E |      |
| Hōkyōintō (宝篋印塔) hōkyōintō                                                                                           | 1317      | Azumino          | Nagano     |              |       | 35° 18′ 33″ N, 139° 31′ 36″ E |      |
| Rōmon de Enkyō-ji (円鏡寺楼門) Enkyōji rōmon                                                                             | 1293      | Kitagata         | Gifu       |              |       | 35° 26′ 11″ N, 136° 41′ 18″ E |      |
| Tahōtō de Nichiryūbu-ji (日竜峯寺多宝塔) Nichiryūbuji tahōtō                                                             | 1275-1332 | Seki             | Gifu       |              |       | 35° 33′ 26″ N, 136° 59′ 31″ E |      |
| Amidadō de *Konren-ji (金蓮寺弥陀堂) Konrenji Midadō                                                                     | 1275-1332 | Nishio           | Aichi      |              |       | 34° 48′ 32″ N, 137° 04′ 22″ E |      |
| Nandaimon de Jimoku-ji (甚目寺南大門) Jimokuji nandaimon                                                                 | 1275-1332 | Ama              | Aichi      |              |       | 35° 11′ 39″ N, 136° 49′ 23″ E |      |
| Tour du trésor de Shōkai-ji (性海寺 宝塔) Shōkaiji hōtō                                                                  | 1281      | Inazawa          | Aichi      |              |       | 35° 14′ 24″ N, 136° 47′ 35″ E |      |
| Yanagidō de Myōgen-ji (妙源寺柳堂) Myōgenji yanagidō                                                                     | 1314      | Okazaki          | Aichi      |              |       | 34° 56′ 54″ N, 137° 07′ 27″ E |      |
| Pagode en pierre à treize niveaux de Kunitsu Jinja (国津神社十三重塔) Kunitsu Jinja jūsanjūnotō                          | 1275-1332 | Tsu              | Mie        |              |       | 34° 32′ 14″ N, 136° 11′ 36″ E |      |
| Pagode en pierre à treize niveaux de Anyō-ji (安養寺十三重塔) Anyōji jūsanjūnotō                                         | 1275-1332 | Rittō            | Shiga      |              |       | 35° 01′ 09″ N, 135° 59′ 51″ E |      |
| Hōkyōintō de Kagami Jinja (鏡神社宝篋印塔) Kagami Jinja hōkyōintō                                                        | 1275-1332 | Ryūō             | Shiga      |              |       | 35° 05′ 05″ N, 136° 04′ 42″ E |      |
| Tour du trésor (懸所宝塔) kakesho hōtō                                                                                   | 1275-1332 | Moriyama         | Shiga      |              |       | 35° 03′ 25″ N, 135° 58′ 44″ E |      |
| Honden Wakamiya Jinja Setsumatsusha de Mikami Jinja (御上神社摂社若宮神社本殿) Mikami Jinja sessha Wakamiya Jinja honden | 1275-1332 | Yasu             | Shiga      |              |       | 35° 03′ 00″ N, 136° 01′ 38″ E |      |
| Haiden de Mikami Jinja (御上神社拝殿) Mikami Jinja haiden                                                                | 1275-1332 | Yasu             | Shiga      |              |       | 35° 02′ 59″ N, 136° 01′ 39″ E |      |
| Honden de *Mikami Jinja                                                                                                  | 1275-1332 | Yasu             | Shiga      |              |       | 35° 03′ 00″ N, 136° 01′ 39″ E |      |
| Rōmon de Mikami Jinja (御上神社楼門) Mikami Jinja rōmon                                                                  | 1275-1332 | Yasu             | Shiga      |              |       | 35° 02′ 59″ N, 136° 01′ 39″ E |      |
| Pagode en pierre à cinq niveaux de Saimyō-ji (Moriyama) (最明寺五重塔) Saimyōji gojūnotō                                 | 1275-1332 | Moriyama         | Shiga      |              |       | 35° 03′ 01″ N, 135° 59′ 33″ E |      |
| Honden de Shina Jinja (最明寺五重塔) Shina jinja honden                                                                  | 1298      | Kusatsu          | Shiga      |              |       | 35° 03′ 12″ N, 135° 55′ 57″ E |      |
| Hōkyōintō de Jakushō-ji (寂照寺宝篋印塔) Jakushō-ji hōkyōintō                                                            | 1275-1332 | Hino             | Shiga      |              |       | 34° 59′ 56″ N, 136° 17′ 56″ E |      |
| Honden de Kasuga Jinja (Ōtsu) (春日神社本殿) Kasuga Jinja honden                                                         | 1319      | Ōtsu             | Shiga      |              |       | 34° 54′ 20″ N, 135° 56′ 55″ E |      |
| Tour du trésor de Shōhō-ji (Hino) (正法寺宝塔) Shōhō-ji hōtō                                                             | 1315      | Hino             | Shiga      |              |       | 34° 59′ 03″ N, 136° 15′ 55″ E |      |
| Honden Kasuga Jinja Massha d'Ikuwa Jinja (生和神社末社春日神社本殿) Ikuwa Jinja massha Kasuga Jinja honden               | 1275-1332 | Yasu             | Shiga      |              |       | 35° 04′ 45″ N, 136° 02′ 02″ E |      |
| Pagode à trois niveaux de *Saimyō-ji (Kōra) (西明寺三重塔) Saimyōji sanjūnotō                                            | 1275-1332 | Kōra             | Shiga      |              |       | 35° 10′ 59″ N, 136° 17′ 07″ E |      |
| Tour du trésor de Saimyō-ji (Kōra) (西明寺宝塔) Saimyōji hōtō                                                            | 1304      | Kōra             | Shiga      |              |       | 35° 10′ 59″ N, 136° 17′ 08″ E |      |
| Shōrō d'Ishiyama-dera (石山寺鐘楼) Ishiyamadera shōrō                                                                    | 1275-1332 | Ōtsu             | Shiga      |              |       | 34° 57′ 39″ N, 135° 54′ 22″ E |      |
| Gorintō de Sekitō-ji (石塔寺五輪塔) Sekitōji gorintō                                                                     | 1304      | Higashiōmi       | Shiga      |              |       | 35° 04′ 12″ N, 136° 12′ 27″ E |      |
| Gorintō de Sekitō-ji (石塔寺五輪塔) Sekitōji gorintō                                                                     | 1349      | Higashiōmi       | Shiga      |              |       | 35° 04′ 12″ N, 136° 12′ 27″ E |      |
| Tour du trésor de Sekitō-ji (石塔寺宝塔) Sekitōji hōtō                                                                   | 1302      | Higashiōmi       | Shiga      |              |       | 35° 04′ 12″ N, 136° 12′ 27″ E |      |
| Pagode en pierre à sept niveaux de Sekinin-ji (赤人寺七重塔) Sekininji shichijūnotō                                      | 1318      | Higashiōmi       | Shiga      |              |       | 35° 02′ 01″ N, 136° 11′ 13″ E |      |

## Source de la traduction
- (en) Cet article est partiellement ou en totalité issu de l’article de Wikipédia en anglais intitulé « List of Important Cultural Properties of Japan (Kamakura period: structures) » (voir la liste des auteurs).